# Herb Kobylina
Herb Kobylina – jeden z symboli miasta Kobylin i gminy Kobylin w postaci herbu.

## Wygląd i symbolika
Herb przedstawia na czerwonej tarczy wizerunek łodzi złotej, widzianej z boku, zbitej z czterech planek, z wysoko nad burty sterczącym dziobem i tyłem. Między burtami umieszczone są trzy okrągłe, srebrne baszty, każda o sklepionym w okrągły łuk czerwonym oknie, zwieńczone niebieskimi dachami i opatrzone trójzębnymi blankami, wystającymi poza szerokość muru basztowego. Z trzech baszt równego kształtu, dwie boczne niższe i węższe od środkowej. Dachy baszt zwieńczone złotymi gałkami, na których złote żerdzie a na nich złote chorągiewki, zwrócone w prawą stronę. Boczne chorągiewki ścięte w ostry trójkąt, środkowa w czworobok.
Herb jest nawiązaniem do herbu szlacheckiego Łodzia. 

## Historia
Herb został zatwierdzony przez Ministerstwo Spraw Wewnętrznych Rzeczypospolitej Polskiej 2 marca 1939, później także w statucie gminy Kobylin z 27 sierpnia 2001 roku